# 肯夫特遣軍團
肯夫特遣军团（德語：Armeeabteilung Kempf）、原蘭茨特遣軍團（德語：Armeeabteilung Lanz）是二战期间德国国防军在东线的一个军级建制。
该军团成立于1943年2月1日，由Hubert Lanz领导，建立初名为兰茨特遣军团。1943年2月21日维尔纳-肯夫（Werner Kempf）取代兰茨接手该部队，更名为肯夫特遣军团。同年2-3月，该部队参加了第三次哈尔科夫战役。
肯夫特遣军团随南方集团军参加了库尔斯克战役，包括堡垒行动。1943年7月4日夜间，肯夫部的主要突击部队--第3装甲集团军领导了别尔哥罗德以东的攻势。行动失败后，肯普夫特遣军团与南方集团军群的其他部队一起撤退。1943年8月17日，肯普夫被解除了指挥权。8月16日，他就被奥托·沃勒（Otto Wöhler）取代，该部队被重新命名为第8军。
堡垒行动时该部队编制如下：
- 第3装甲集团军：第6装甲师，第7装甲师，第19装甲师，第168步兵师。
- 第11军：第106、第198和第320步兵师。
- 第42军：第39、161、282步兵师。